# Verin Sasunik
Verin Sasunik (in armeno Վերին Սասունիկ?, in passato Gharajilar) è un comune dell'Armenia di 81 abitanti (2001) della provincia di Aragatsotn. La cittadina venne abbandonata nel 1960 e ripopolata nel 1989.